# 스소노촌
스소노촌(裾野村)은 아오모리현 나카쓰가루군에 설치되었던 촌이다.

## 연혁
- 1889년 4월 1일 - 정촌제 시행에 의해 나카쓰가루군 오모리촌, 가이사와촌, 오니자와촌, 나라키촌, 도오멘자와촌, 도고시우치촌과 합병해, 스소노촌이 성립하였다.
- 1955년 3월 1일 - 히로사키시에 편입되어 소멸하였다.